# 語学教育研究所
一般財団法人語学教育研究所（ごがくきょういくけんきゅうじょ、The Institute for Research in Language Teaching） はもともと文部省内に英語教授研究所 (The Institute for Research in English Teaching)という名称で設立された、日本の財団法人である。略称を語研(英名の略はIRLT)という。

## 概要
日本における外国語教育改善のために、オーラル・イントロダクションなど音声を中心とした指導法の開発など、多くの研究や実践を積み重ねてきた。英語を英語で教えるダイレクトメソッドを実践しており、日本でもっとも古く、時代をリードする外国語教育研究団体である。1946年4月19日に財団法人として認可された。2012年4月より一般財団法人となった。
1923年（大正12年） に当時の文部省英語教授顧問ハロルド・パーマーを初代所長として設立された「英語教授研究所」が前身。パーマーが1936年にイギリスに帰国した後は、顧問であるA・S・ホーンビー (A.S. Hornby) らが後を引き継いだ。日本外国語教育改善協議会に参加している。

## 歴代所長
- ハロルド・パーマー (Harold E. Palmer) - （1923年5月～1936年3月）
- 石川林四郎 - （1936年4月～1939年8月）
- 市河三喜 - （1939年9月～1957年3月）
- 石橋幸太郎 - （1957年4月～1967年3月）
- 上野景福 - （1967年4月～1974年3月）
- 福田陸太郎 - （1974年4月～1982年3月）
- 寺澤芳雄 - （1982年4月～1990年3月）
- 伊藤健三 - （1990年4月～1992年3月）
- 隈部直光 - （1992年4月～2002年3月）
- 伊村元道 - （2002年4月～2004年3月）
- 斎藤誠毅 - （2004年4月～2006年3月）
- 新里眞男 - （2006年4月～2012年3月）
- 小菅和也 - （2012年4月～2024年3月）
- 伊藤雄二 -　（2024年4月〜

## 歴代理事長
- 澤柳政太郎 - （1923年5月～1927年12月）
- 櫻井錠二 - （1927年1月～1937年2月）
- 市河三喜 - （1937年2月～1939年9月）
- 千葉勉 - （1939年9月～1957年3月）
- 市河三喜 - （1957年4月～1970年3月）
- 小川芳男 - （1970年4月～1980年3月）
- 梶木隆一 - （1980年4月～1986年3月）
- 伊藤健三 - （1986年4月～1990年3月）
- 隈部直光 - （1990年4月～1992年3月）
- 塩澤利雄 - （1992年4月～1996年3月）
- 土屋澄男 - （1996年4月～2000年3月）
- 若林俊輔 - （2000年4月～2002年3月）
- 斎藤誠毅 - （2002年4月～2004年3月）
- 小菅和也 - （2004年4月～2012年3月）
- 手島良 - （2012年4月～2018年3月）
- 淡路佳昌 - （2018年4月～2024年3月）
- 大内由香里 -　（2024年4月〜

## 組織
所長のもと、理事会、評議員会、顧問、会員などからなる。各種委員会等と各部がある。
- 各種委員会等

　パーマー賞委員会、市河賞委員会、外国語教育研究賞委員会、小学校外国語教育委員会、研究大会運営委員会、研究部
- 各部

　総務部、経理部、事業部、出版部

## 研究所の賞
| パーマー賞                       | 1949年11月のパーマー没の報を受けた研究所は、長沼直兄の寄付を基金に、パーマーの功績を記念して設けられ、1951年に第1回贈呈式が行われた。 外国語教育の実践に優れた業績をあげた個人、学校、団体に対して贈呈される。 |
| 市河賞                           | 1966年に市河三喜の傘寿(80歳)を記念して、博士からの寄付金を基金として設けられ、1967年に第1回贈呈式が行われた。 広義のEnglish Studiesにおける優れた論文の若手筆者に対して贈呈され、受賞者には賞状と、市河博士の東京帝国大学卒業の際の論文のファクシミリ版が贈られる。 2016年度に50回目の授賞を行ったのを節目とし、終了した。受賞者は56名になった。 |
| 外国語教育研究賞                 | 1996年に設けられた。通称を伊藤健三賞という。 研究所の外国語教育の基本的理念を踏まえ、優れた実践的研究論文または著書を公刊した個人、学校、または団体に対して贈呈される。 |
| 語研パースン・オヴ・ザ・イヤー賞 | 1993年に設けられた。 |
| 若林俊輔奨励賞                   | 2018年に設けられた。 |

## 研究グループ
- 第3研究グループ（2006年4月指導技術研究、2013年4月指導法研究）
- 第5研究グループ（授業研究）
- 第6研究グループ（パーマー研究）
- 第10研究グループ（児童英語教育研究）（1963年～）
- 第20研究グループ（日本語教育研究）（休止中）
- 第22研究グループ（談話文法研究）
- 第26研究グループ（中学高校英語研究）（2001年8月～）（2006年4月より名称変更）
- 学生研修室

## 過去の研究グループ
- 第1研究グループ（検定外教科書）（1981年～1988年）
- 第2研究グループ（文法用語）
- 第4研究グループ（教育法規）
- 第7研究グループ（英語Iアンケート調査）
- 第8研究グループ（高校英文法研究調査）
- 第9研究グループ（文法用語再検討）（1986年～?年）
- 第11研究グループ（ティームティーチング）
- 第12研究グループ（高・大の連携）
- 第13研究グループ（言語テスト）
- 第14研究グループ（カリキュラム：文型・文法事項等指導順序再検討）（1990年～?年）
- 第15研究グループ（オーラル・コミュニケーション研究）
- 第16研究グループ（コンピュータ利用の外国語学習）
- 第17研究グループ（視聴覚機器の利用）
- 第18研究グループ（ティームティーチング資料）
- 第19研究グループ（言語活動再検討）（1992年～?年）
- 第21研究グループ（語彙研究）
- 第23研究グループ（オーラル・コミュニケーション再検討）（1997年4月～1998年12月）
- 第24研究グループ（リーディング・ライティング再検討）（1999年1月～?年）
- 第25研究グループ（指導手順再検討）
- 第27研究グループ（教材研究再検討）（～2006年3月）

## イベント
- 小学校英語実験教室（1967年～1969年）
- 中学生のための夏期英語集中講座（中学ITC）（1972年～1983年、途中1年休止）
- 夏期講習会（1984年～2012年）
- 冬期講習会（1987年～2012年）
- 春期講習会（1988年～2013年）
- 英語で遊ぼう English Day（1991年～）
- 学生研修室講習会（1991年～）
- One-dayセミナー
- 半日セミナー（2002年～?）
- オープンセミナー
- 特別講座（2005年～）
- 基礎講座「英語の授業は英語で−中学でも高校でも−」（2013年～）
- ア・ラ・カルト（2013年～）

## 定期刊行物
- The Bulletin（1923年～1941年）（1942年に『語学教育』と改題）
- 『語学教育』（1959年？～1973年）
- 『語研ニュースレター』（1967年～1993年）
- 『英語教育年鑑』（1974年～1983年）
- 『英語教育研究』（FELT）（1985年～2001年）
- 『語研だより』（1986年～）
- 『紀要』(1987年～2001年)
- 『語研ジャーナル』（2002年～）
- 『語研FORUM』

## 刊行物
- 1931.『パーマーの3,000語』（The Standard English Vocabulary）
- 1934.『第十回英語教授研究大会記念論文集』（A Commemorative Volume）
- 1943.『外国語教授法』
- 1947.『戦後の外国語』（開拓社）
- 1949～1956.『The Revised Standard English Readers』（中学校用検定教科書）
- 1949.『基本英語文型』
- 1952.『英語常用連語』
- 1952～1964.『The Standard English Readers』（高校用検定教科書）
- 1954～1964.『Plain English Composition』（高校用検定教科書）
- 1955～1964.『World English』（高校用検定教科書）
- 1957～1961.『English and You』（中学校用検定教科書）
- 1959～1964.『New Standard English Readers』（高校用検定教科書）
- 1961.『生きた英会話』
- 1962.『英語教授法事典』（開拓社）
- 1963.『ドイツ語基本単語集』（開拓社）
- 1966.『市河三喜英文集』（開拓社）
- 1966.『日本人と外国語―随筆集』（開拓社）（市河三喜80歳記念出版）
- 1976.『Active Vocabulary 訳文編』（開拓社）
- 1976.『Active Vocabulary 英文編』（開拓社）
- 1979.『新英英大辞典』（開拓社）
- 1983.『パーマー賞受賞校の実践記録』（大修館書店）
- 1983.『ことばと教育と時代』（開拓社）
- 1984.『日本の英語教育過去・現在・未来』
- 1985.『The Bulletin』（名著普及会）
- 1986.『ENGLISH GRAMMAR FOR YOU』（中教）
- 1988.『英語指導技術再検討』（大修館書店）
- 1994.『財団法人語学教育研究所七十周年記念誌』
- 1995.『パーマー選集』（全10巻）（本の友社）
- 2003.『市河賞36年の軌跡』（開拓社）
- 2007.『リーディング・ライティング再検討』（語研ブックレット1）
- 2008.『指導手順再検討』（語研ブックレット2）
- 2010.『小学校英語～子どもの学習能力に添った指導方法の提案～』（語研ブックレット3）
- 2011.『オーラル・ワーク再入門』（語研ブックレット4）
- 2012.『小学校英語２～子どもの学習能力に寄り添う授業つくりの提案～』（語研ブックレット5）

## ビデオ・DVD監修
- 1987.『授業の構成とすすめ方』（全6巻）（ジャパンライム）
- 1988～1990.『英語指導技術再検討』（全30巻）（ジャパンライム）
- 1989.『1989年度語研大会公開授業　東京学芸大学附属世田谷中学校2年生』（ジャパンライム）
- 1989.『1989年度語研大会公開授業　大妻多摩高等学校2年生（Interactionの授業）』（ジャパンライム）
- 1989.『1989年度語研大会公開授業　大妻多摩高等学校2年生（スピーチ・ディベート中心の授業）』（ジャパンライム）
- 1990.『1990年度語研大会公開授業　筑波大学附属中学校2年生』（ジャパンライム）
- 1991.『1991年度語研大会公開授業　学習院高等科2年生』（ジャパンライム）
- 1991.『授業の構成とすすめ方 Part2 ～中学校入門期～』（全3巻）（ジャパンライム）
- 1993.『文型・文法事項等導入法再検討』（全15巻）（ジャパンライム）
- 2003.『The Making of English Lessons』（全2巻）（ジャパンライム）
- 2004.『The Making of English Lessons Part2』（全2巻）（ジャパンライム）
- 2005.『「綴りと発音」実践的指導法～英単語の綴りを読ませるための規則と指導の技～』（ジャパンライム）
- 2006.『新・英語授業のすべて 第一期　The making of English Lessons』（全10巻）（ジャパンライム）
- 2007.『新・英語授業のすべて 第二期　The making of English Lessons』（全10巻）（ジャパンライム）